# Holtug
Holtug ist ein Ort auf der dänischen Insel Seeland. Er gehört zur Gemeinde Stevns in der Region Sjælland und hat 249 Einwohner (Stand 1. Januar 2023).

## Entwicklung der Einwohnerzahl
| Jahr           | Einwohner |
| -------------- | --------- |
| 1. Januar 1976 | 233       |
| 1. Januar 1981 | 247       |
| 1. Januar 1986 | 242       |
| 1. Januar 1990 | 242       |
| 1. Januar 1996 | 249       |
| 1. Januar 2000 | 260       |
| 1. Januar 2004 | 270       |
| 1. Januar 2008 | 268       |
| 1. Januar 2010 | 251       |

## Verwaltungszugehörigkeit
- bis 31. März 1962: Landgemeinde Holtug, Præstø Amt
- 1. April 1962 bis 31. März 1970: Landgemeinde Stevns, Præstø Amt
- 1. April 1970 bis 31. Dezember 2006: Stevns Kommune, Storstrøms Amt
- seit 1. Januar 2007: Stevns Kommune, Region Sjælland